# Fotocamera per oscilloscopio

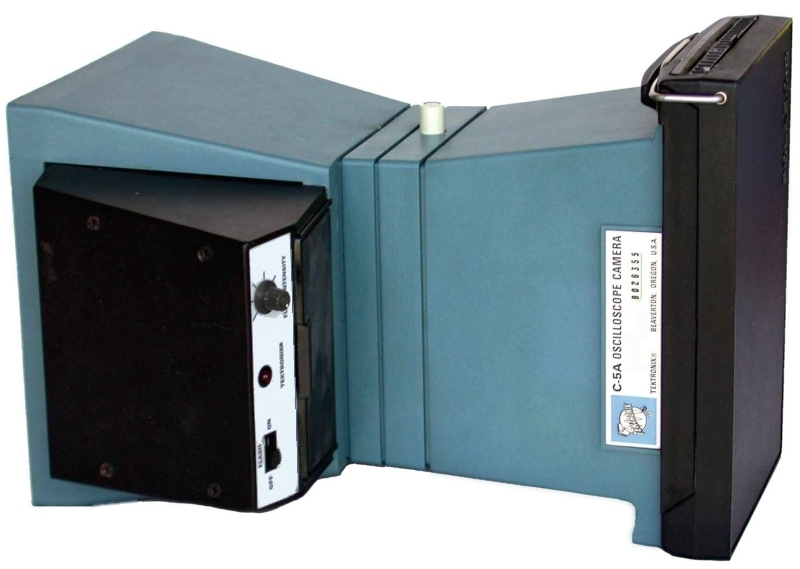
Fotocamera Tektronix C-5A

La fotocamera per oscilloscopo è un tipo di fotocamera scientifica destinata alla registrazione fotografica delle tracce video degli oscilloscopi. Ciò quando viene richiesto, per vari motivi scientifici e tecnologici, registrare le immagini di forma d'onda prodotte da un oscilloscopio o tracce delle stesse; specie quando l'occhio umano non riesce a percepire queste forme d'onda per la fugacità delle stesse. 
Normalmente l'immagine viene registrata su dorsi pellicola (magazzino porta-pellicola) polaroid.
Queste fotocamere particolari sono state prodotte dalla Tektronix-Inc Portland Oregon U.S.A. in una grande quantità di modelli diversi, dalla Fairchild, dalla Beattie Coleman Engineering Co. Inc., dalla Cossor dalla DuMont Laboratories, dalla Hewlett-Packard ed anche dalla stessa Polaroid negli USA; dalla Shackman & Sons e dalla Kennedy Instruments Ltd inglesi, dalla Acmel francese, dalla olandese Philips e dalla Shvabe russa.

## Caratteristiche

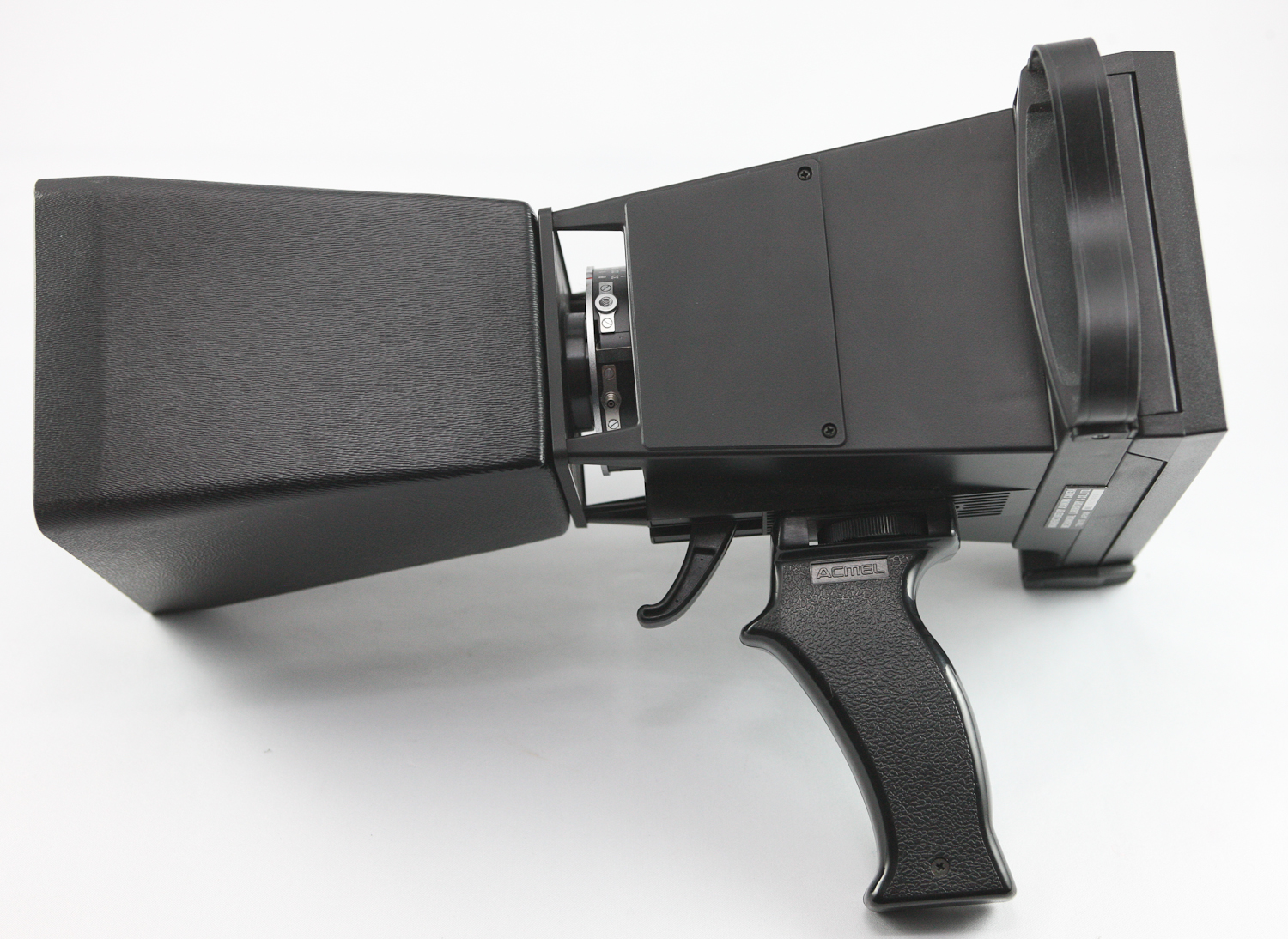
ACMEL CRT Camera M-085D

Normalmente questo tipo di fotocamere sono progettate per fotografare una moltitudine di modelli di oscilloscopi della stessa azienda produttrice delle fotocamere; ma anche una moltitudine di schermi quali: Oscilloscopi, Instrument CRT Displays, terminali PC, Video Displays, Medical Imaging/Ultrasound e CAD/CAM Displays.
La fotocamera per oscilloscopio solitamente è costituita dal gruppo di visione, dal gruppo formato dall'otturatore-diaframma-lente e dal magazzino porta-pellicole. 
Questo tipo di fotocamere viene applicata direttamente sul display dell'oscilloscopio, solitamente alcune di esse posseggono uno specchio semiriflettente che devia parte della luce verso un visore potendo così osservare facilmente l’immagine per poi successivamente fotografarla. 
Le foto essendo riprese direttamente dallo schermo dell’oscilloscopio sono esenti da distorsioni ottiche, in alcuni modelli gli obbiettivi e i formati delle pellicole sono intercambiabili consentendo così di ottenere diversi formati fotografici.
In alcuni modelli la fotocamere può essere ruotata lateralmente, grazie a cerniere o slitte laterali, all'oscilloscopio lasciando così libero lo schermo per una visione diretta.

## Modelli notevoli
Alcuni modelli sono il paradigma dell'arte costruttiva di questo tipo di particolari macchine, di esse vanno ricordate:
- Cossor 1428 1953-1961 con pellicola tipo 135.[19]

- Fairchild F-296 1957-1958 con pellicola Polaroid e obiettivo Wollensak Oscillo-Anastigmat 75mm f/1.9 accoppiato ad un otturatore Wollensak Alphax.[20]

- HP 197A Con otturatore azionato elettronicamente, temporizzata e con tempi di esposizione da 1/60 secondi a 4 secondi. Comando di scatto a distanza, monta lente Wollensak con f 1.9; nel dorso monta una fotocamera Polaroid Land.[21]

- Tektronix:[16]
  - C-4 con otturatore meccanico, ottica con fuoco da f4.5 a f32
  - C-5C a fuoco fisso f16 e otturatore elettrico
  - C-7  a fuoco fisso f16 e otturatore elettronico
  - C-9 a fuoco fisso[22]
  - C-12 con pellicola Polaroid, obiettivo Oscillo-Paragon 1:0.85X; Ilex 3 inch (75mm) f1.9 lente e otturatore Ilex ACME Synchro shutter.[23][24][25]
  - C-30 Serie con otturatore meccanico, ottica con fuoco da f1.3 a f16
  - C-50 Serie con otturatore elettrico, ottica con fuoco da f1.2 a f11
  - C-59A  con otturatore meccanico, ottica con fuoco da f2,8 a f16

- KOMZ (Kazanskii Optiko-Mekhanicheskii Zavod / Kazan Optical-Mechanical Factory)[26]

PAU-473-1M
PAU-486 manuale
PAU-486-1 manuale e automatica
PAU-487